# Tanzermühle
Tanzermühle ist eine zum Oelsnitzer Ortsteil Görnitz gehörige Siedlung im sächsischen Vogtlandkreis.
Tanzermühle liegt etwa 500 m westlich von Görnitz auf rund 396 m an der Mündung des Görnitzbaches in die Weiße Elster. Zudem mündet auch die Staatsstraße 302 in die Bundesstraße 92 ein.

## Geschichte
Die Tanzermühle wurde als Mühlengut 1764 und 1875 erwähnt und war damals bereits zu Görnitz gehörig und unterstand 1764 dem Rat zu Oelsnitz. Entsprechend war die Siedlung Teil des Amts Voigtsberg und der Amtshauptmannschaft Oelsnitz. 1764 lebten im Mühlengut 2 besessene Mann und 1875 26 Personen.

## Belege
1. ↑  'Alphabetisches Taschenbuch sämmtlicher im Königreiche Sachsen belegenen Ortschaften und der besonders benannten Wohnplätze : mit Angabe der politischen Gemeinden, der Amtsgerichte, der Landgerichte, der Kreishauptmannschaften, der Amtshauptmannschaften und der Gendarmerie-Bezirke, der Gebäude- und Einwohnerzahlen am 1. Dezember 1875, sowie der Postbestellanstalten' – Digitalisat | MDZ. Abgerufen am 14. Oktober 2023.
2. ↑  Tanzermühle – HOV | ISGV. Abgerufen am 14. Oktober 2023.